# UFC 74
UFC 74: Respect fue un evento de artes marciales mixtas celebrado por Ultimate Fighting Championship el 25 de agosto de 2007 en el Mandalay Bay Events Center, en Las Vegas, Nevada, Estados Unidos.

## Historia
El evento principal fue una pelea por el Campeonato de Peso Pesado de UFC entre el campeón Randy Couture ante el retador brasileño Gabriel Gonzaga, que eliminó a Mirko Filipović en UFC 70 para convertirse en el contendiente número uno.

## Resultados

### Tarjeta preliminar
- Peso ligero: Marcus Aurélio vs. Clay Guida

Guida derrotó a Aurelio vía decisión dividida (30–27, 28–29, 30–27).
- Peso medio: Thales Leites vs. Ryan Jensen

Leites derrotó a Jensen vía sumisión (armbar) en el 3:47 de la 1ª ronda.
- Peso pesado: Frank Mir vs. Antoni Hardonk

Mir derrotó a Hardonk vía sumisión (kimura) en el 1:17 de la 1ª ronda.
- Peso semipesado: Renato Sobral vs. David Heath

Sobral derrotó a Heath vía sumisión (anaconda choke) en el 3:30 de la 2ª ronda. Sobral fue multado con 25,000 dólares por la Comisión Atlética del Estado de Nevada porque no seguir inmediatamente las instrucciones del árbitro para la liberación de su estrangulamiento después de que Heath le palmeara. Due to the controversial manner in which the bout was stopped, Sobral was subsequently released from his UFC contract.

### Tarjeta principal
- Peso medio: Kendall Grove vs. Patrick Côté

Côté derrotó a Grove vía TKO (golpes) en el 4:45 de la 1ª ronda.
- Peso ligero: Joe Stevenson vs. Kurt Pellegrino

Stevenson derrotó a Pellegrino vía decisión unánime (30–27, 30–27, 29–28).
- Peso ligero: Roger Huerta vs. Alberto Crane

Huerta derrotó a Crane vía TKO (golpes) en el 1:50 de la 3ª ronda.
- Peso wélter: Georges St-Pierre vs. Josh Koscheck

St-Pierre derrotó a Koscheck vía decisión unánime (29–28, 29–28, 30–27).
- Campeonato de Peso Pesado: Randy Couture (c) vs. Gabriel Gonzaga

Couture derrotó a Gonzaga vía TKO (golpes) en el 1:37 de la 3ª ronda para retener el Campeonato de Peso Pesado de UFC.

## Premios extra
Cada peleador recibió un bono de $40,000.
- Pelea de la Noche: Randy Couture vs. Gabriel Gonzaga
- KO de la Noche: Patrick Côté
- Sumisión de la Noche: Thales Leites